# Slizer
Slizer − linia zabawek Lego wypuszczona na rynek w latach 1999-2000.

## Powstanie Slizer
Seria powstawała między 1997 a 2001, gdy Lego było w kryzysie. Sprzedaż bardzo spadła, a pierwsza próba – Star Wars – nie dała oczekiwanych efektów ze względu na duże honoraria dla firmy Lucasfilm. Przyszłość Lego była w rękach serii Technic, odrzucanej przez dzieci z powodów skomplikowanych zestawów. Uproszczono je i wydano serię małych robotów – Slizerów. Dano im moc żywiołów, dodając obok ziemi, wody, powietrza i ognia: energię, miasto, lód i najpotężniejszych, Judge Slizersów.

## Historia Slizer
Na tajemniczej planecie Slizer, podzielonej na osiem sektorów, istnieje osiem gatunków robotów. Każdy jest przydzielony innemu żywiołowi.
- Fire (Ogień) – Slizersi Ognia. Mają wybuchowy temperament. Ich głowa jest osadzona między nogami, aby uchronić go przed lżejszymi od powietrza gazami wulkanicznymi. Jedna ręka służy jako miotacz płomieni.
- Ice (Lód) – Slizersi Lodu. Są chłodni i nieprzystępni. Ich stopy są przekształcone w narty, dzięki którym poruszają się po górach ich sektora. Pomaga im też w tym kij w jednej ręce. Mają pół-maski.
- City (Miasto) – Slizersi Miasta. Mają strukturę samochodu. Z ich boku wystaje jedna ręka do dysku. Ich maski są całkiem czarne. Mają też zamocowane spoilery, pomagające uzyskać większą prędkość.
- Sub (Podwoda) – Slizersi Wody. Żyją w podwodnym świecie raf koralowych i rozpadlin, unikając spotkań z meduzami i rybami. Pomaga im w tym harpun i zamocowana na plecach śruba.
- Jungle (Dżungla) – Slizersi Powietrza. Żyją na obszarze dżungli, w zagrożeniu ze stron roślin i bagien poniżej. Ich maski mają wzór tygrysa. Noszą miecze, a na biodrze mają anteny do komunikacji z innymi Jungle.
- Rock (Skała) – Slizersi Ziemi. Ich terenem jest pustynia i góry skalne, gdzie poruszają się na czterech nogach, aby uniknąć upadku. Ich bronią są kilofy, mają pół-maski.
- Energy (Energia) – Slizersi Energii. Żyją w burzowych chmurach akumulując siłę błyskawic. Od czasu do czasu przenoszą się o kilka tysięcy kilometrów, wykorzystując zawirowania i portale. Ich maski są przezroczyste.
- Judge (Sędzia) – żywioł nieokreślony, być może światło. Są sędziami w zawodach w rzucie dyskiem i panami Planety Slizer. Obie ręce są przystosowane do rzutu dyskiem.

Slizersi posiadają specjalne kończyny (ręce lub ogony) umożliwiające rzucanie dyskiem. W każdym zestawie były po dwa dyski. Co roku spotykają się w Slizer Doom, ogromnym stadionie na biegunie planety, aby walczyć w zawodach w rzucie dyskami do celu, na odległość i w starciu z Judge.

## Slizersi-Mutanci
W 2000 roku w Planetę Slizer uderzył meteoryt. Zmiótł on połowę planety. Na popiołach zniszczonych części: Jungle, Rock, Energy i połowie Slizer Doom narodziły się cztery nowe gatunki, tworzące rasę Slizersów-Mutantów.
- Spark (Iskra) – mutanci Slizersów Energy. Nienawidzą ich za to, że katastrofa pozbawiła ich możliwości latania. Jednak ich siła przewyższa Energy, ponieważ Sparks mogą pochłonąć każdy rodzaj energii. Nic nie sprawia im większej radości, niż wysysanie energii życiowej z innych istot i zmieniania jej we włócznię energii, którą dobija wroga.
- Flare (Płomień) – mutanci z połączenia Jungle, Fire i Ice (um. latania, moc ognia, płaskie stopy). Są wiecznie wściekłymi istotami, pałającymi żądzą zemsty na innych. Niszczą wszystko, przelatując nad okolicą; pod nimi tworzy się wypalony grunt. Odkąd pojawiły się te latające potwory, żadna część nie jest bezpieczna. Uwielbiają się pokazywać – siebie i swą moc ognia.
- Blaster – mutant Judge. Prawdopodobnie jest wyposażony w taką samą moc jak Judge. Jest dwa razy większy od innych Slizersów. Jego prawa ręka ma dwie dłonie do miotania dysku, w drugiej ma tarczę energetyczną. Jego maska to zespawane maski Judge i Jungle.
- Millenium – najsilniejszy z mutantów, a może i ze Slizersów. Nikt nie wie, czego jest mutantem, choć istnieją teorie, że wszystkich Slizersów. Może zmienić swe ciało w motocykl, który pozwala mu jechać szybciej niż City. Jest praktycznie niepokonanym, pełnym przemocy i nienawiści tyranem. Niszczy każdego na swej drodze.

Po tragedii Slizersi podzielili się na trzy obozy: Złych (Mutanci), Dobrych (Judge, Jungle, Rock, Energy – walczą o planetę Slizer od początku) i Neutralnych (Dopóki Flare i Spark nie zaatakowały części City i Fire nie podjęli działań). Los Planet Slizer miał się rozegrać w czasie Bitwy Stulecia, z Judge i Millenium jako wodzami obozów (Dobrzy i Neutralni zjednoczyli się). Jednak w 2000 roku Lego przerwało serię. W latach 2000–2001 stworzono mniej udaną serię Roboriders, o robotach-motorach. Zaś w 2001 przyszła słynna seria Bionicle. Choć Slizersi nie osiągnęli takiego sukcesu jak Bionicle, to pojawiło się w nich mnóstwo elementów, bez których Bionicle nie mogłoby istnieć.
- Inna informacja – Dyski Flare i Spark świecą w ciemności.

## Dyski
Każdy Slizer posiada możliwość rzutu dyskiem. W każdym futerale (zestawie) były dwa dyski, a pięć dodatkowych – w zestawie specjalnym (bez dysków mutantów). Każdy ma zapalone światełka. Nie wiadomo co one oznaczają, najprawdopodobniej moc. Na każdym jest obrazek:
Dwa światełka: symbol ich części planety, za nim scena z planety.
- Fire – płomień
- Ice – śnieżynka
- City – budynki
- Sub – kropla wody
- Judge – siedmioramienna gwiazda ze strzałek
- Jungle – liść
- Rock – skały
- Energy – piorun

Trzy światełka: Slizer rzuca dyskiem w obserwatora
(wszystkie mniej więcej takie same, z wyjątkiem Judge'a który rzuca dwoma dyskami)
Cztery światełka: Slizer podróżuje z pomocą swojego pojazdu:
- Fire – wylatuje z wulkanu
- Ice – wylatuje z sopli
- City – leci przez miasto
- Sub – ucieka przed potworem morskim
- Judge – wylatuje z planety (widać inne pojemniki)
- Jungle – leci w dżungli
- Rock – lecąc rozbija skałę
- Energy – leci przez niebo uciekając przed wirem energii

Pięć światełek: Slizer używa jednej z mocy elementarnych
- Fire – robi kanał lawowy swoimi płomieniami
- Ice – zbliża się do pułapki z sopli lodowych
- City – skacze z rozpędu w mieście
- Sub – zmienia się w "model kompaktowy" w wirze (+dwie macki)
- Judge – strzela energią w jednego ze Slizerów w Slizer Doom
- Jungle – przecina drzewo zwisając z liany
- Rock – wytwarza zielone pole obronne, chroniąc się przed lawiną
- Energy – prawdopodobnie pobiera energię ze źródła elektrycznego; widać twarz z błyskawicą

Sześć światełek: Slizer spotyka wroga
- Fire – atakuje go płomienisty, gigantyczny humanoid
- Ice – ucieka przed potworem-lawiną
- City – ucieka przed ciężarówką-potworem
- Sub – walczy z meduzą
- Judge – trzyma świecący dysk (ze względu na to że Judge nie ma wrogów)
- Jungle – przebiega przez gigantyczną muchołówkę
- Rock – spotyka rozpadającą się czaszkę z kamienia
- Energy – spotyka potwora-wir energii (scenę widać na instrukcji)

Siedem światełek: czego szuka Slizer aby być silniejszym
- Fire – diament
- Ice – lodowy kryształ
- City – bak paliwa
- Sub – perła (na dysku otoczona macką)
- Jungle – tygrysi pazur
- Rock – rzeka lawy lub plazmy w kanionie
- Energy – atomokształtny obiekt energii

Judge nie posiada dysku o 7 światłach.
Osiem światełek: tylko Judge i Millenium posiadają takie dyski co symbolizuje ich władzę. Na czarnym dysku była scena z wielkim strumieniem światła wydostającym się ze Slizer Doom; niektórzy twierdzą, że dzieje się to gdy Judge znajdzie to czego szukał, inni że dzieje się to gdy kończą się igrzyska i następuje ogłoszenie zwycięzcy. Na złotym dysku Millenium widać Millenium jadącego na motorze przez część City.
Dyski mutantów:
- Spark, 3 światełka: Spark stoi na przepaścią i rzuca dysk, 4 światełka: meteoryt uderza w planetę Slizer.
- Flare, 5 światełek: Flare leci i podpala ziemię, 2 światełka: meteoryt zbliża się do Planety Slizer
- Blaster: 7 światełek: Blaster w mieście, 6 światełek: narodziny mutantów.

## Fusion (połączenia)
Slizery mogą się łączyć w Fusiony, czyli większe odmiany (po 4 roboty):
- Robotops – jego siła kryje się w stopach, ma też dwa płonące rogi. Miota wiązki energii. Połączenie Fire, Ice, City i Sub.
- Ultrarex – przypomina dinozaura, ma dwa ramiona miotające i ostre szczęki oraz ogon. Połączenie Judge, Jungle, Rock, Energy.
- Dynamo – dziwny stwór, ma trzy miotające dłonie w jednej ręce, dwie głowy, miotacz energii na lewej ręce i miotacz dysków w ogonie. Połączenie Flare, Spark, Blaster.

Połączenie w Mutant Fusion jest nieodwracalne.
- Millenium Slizer – może połączyć się z motorem. Jego głowa zostaje zaopatrzona w lasery, opony i brzegi stają się nogami, a w tej postaci jest wyższy od Blastera.

## Inne informacje
- W Ameryce i Kanadzie nazwy Slizersów zmieniono na: Torch (Fire), Ski (Ice), Turbo (City), Scuba (Sub), Jet (Judge), Amazon (Jungle), Granite (Rock), Electro (Energy), Flame (Flare) i Millenia (Millenium).
- Ze względu na Amerykańską nazwę, Millenium był uważany za dziewczynę. Pogłoskę zdementowało Lego, ale zaowocowało to dodaniem kobiet wśród Toa – Gali, Nokama, Hahli, itp.
- Slizersi mogą powrócić. Cytat jednego z pracowników Lego:

"Tak, Slizersi odeszli. Widzieliśmy ich ostatni raz. Ale pewnego dnia, gdy Lego będzie w niebezpieczeństwie, usłyszymy po raz kolejny dźwięk rzucanego dysku, a Slizersi powrócą aby walczyć z przeciwnikami."